# Rua Duque de Caxias (Porto Alegre)

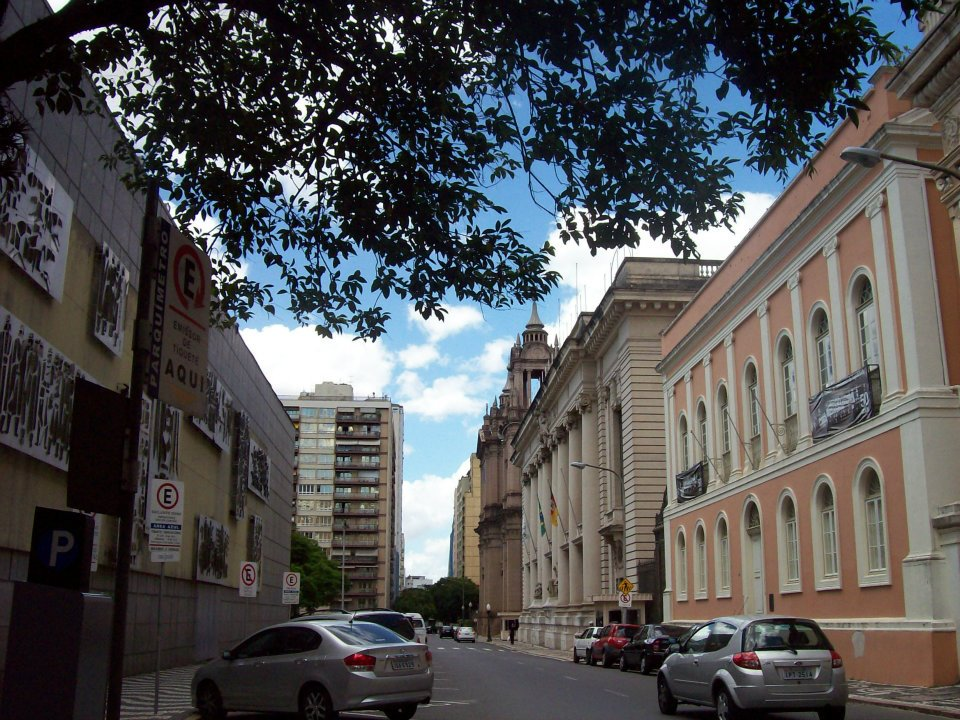
Rua Duque de Caxias junto à Praça da Matriz - detalhes da Assembléia Legislativa, Palácio Piratini e Catedral

A Rua Duque de Caxias é uma importante rua da cidade brasileira de Porto Alegre, capital do estado do Rio Grande do Sul. Começa na Rua General Salustiano e termina na Praça Conde de Porto Alegre e no Viaduto José Loureiro da Silva. A via é uma tradicional área nobre do centro histórico da cidade.
Importantes prédios, como o Palácio Piratini, a Catedral Metropolitana de Porto Alegre, o Palácio Farroupilha, o palacete do Visconde de Pelotas (onde Dom Pedro II se hospedou quando visitou o Rio Grande do Sul, denominado atualmente de Solar dos Câmara, e que abriga um centro cultural), o Museu Júlio de Castilhos, a antiga Junta da Real Fazenda (único prédio da época da fundação de Porto Alegre que permanece até os dias de hoje), a Catedral Metodista, o Colégio Sévigné, e a Casa Parreira Machado, sede da Fundação de Economia e Estatística Siegfried Emanuel Heuser, localizam-se na Rua Duque de Caxias.

## Histórico
Desenvolveu-se ao longo da parte mais alta da colina onde nasceu a antiga vila de Porto Alegre, e teve várias denominações: Formosa, Direita da Igreja, da Igreja, da Praia, do Arsenal, São José, Alegre, do Hospital. Porém, nenhum desses nomes era oficial. Em 1820, nela se localizavam os três principais edifícios da cidade: o Palácio, a Igreja Paroquial e o Palácio da Junta.
Em 1843 foram colocadas, pela primeira vez, placas indicativas nas ruas da cidade, e o nome Rua da Igreja foi adotado. A denominação de Rua Duque de Caxias só foi adotada no final de 1869, quando os vereadores nomearam uma comissão para angariar fundos para o seu calçamento, pois se tratava de uma rua nobre, frequentada pelos estudantes do liceu e da Escola Normal, e por famílias aristocráticas da cidade.
No final do século XIX, o ajardinamento de três praças – Praça da Matriz, Praça Conde de Porto Alegre e Praça General Osório – em três pontos distintos da Rua Duque de Caxias, concorreu para seu embelezamento. A partir de 1909, com o estabelecimento dos bondes elétricos, foi implantada a linha circular Duque. 

## Galeria de imagens

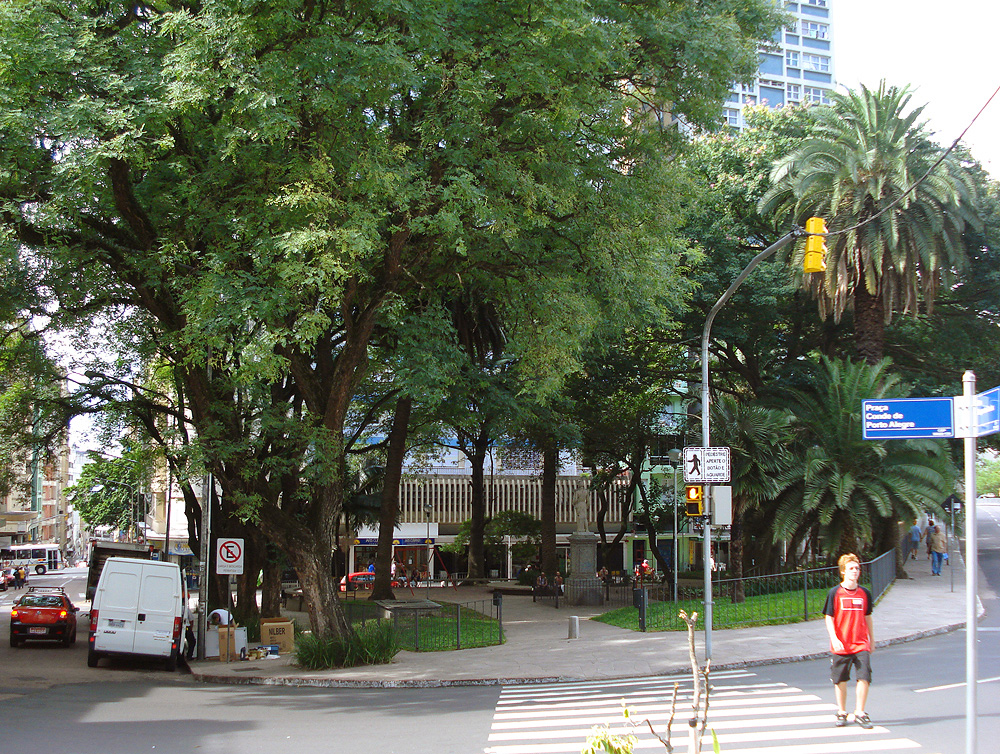
Praça Conde de Porto Alegre
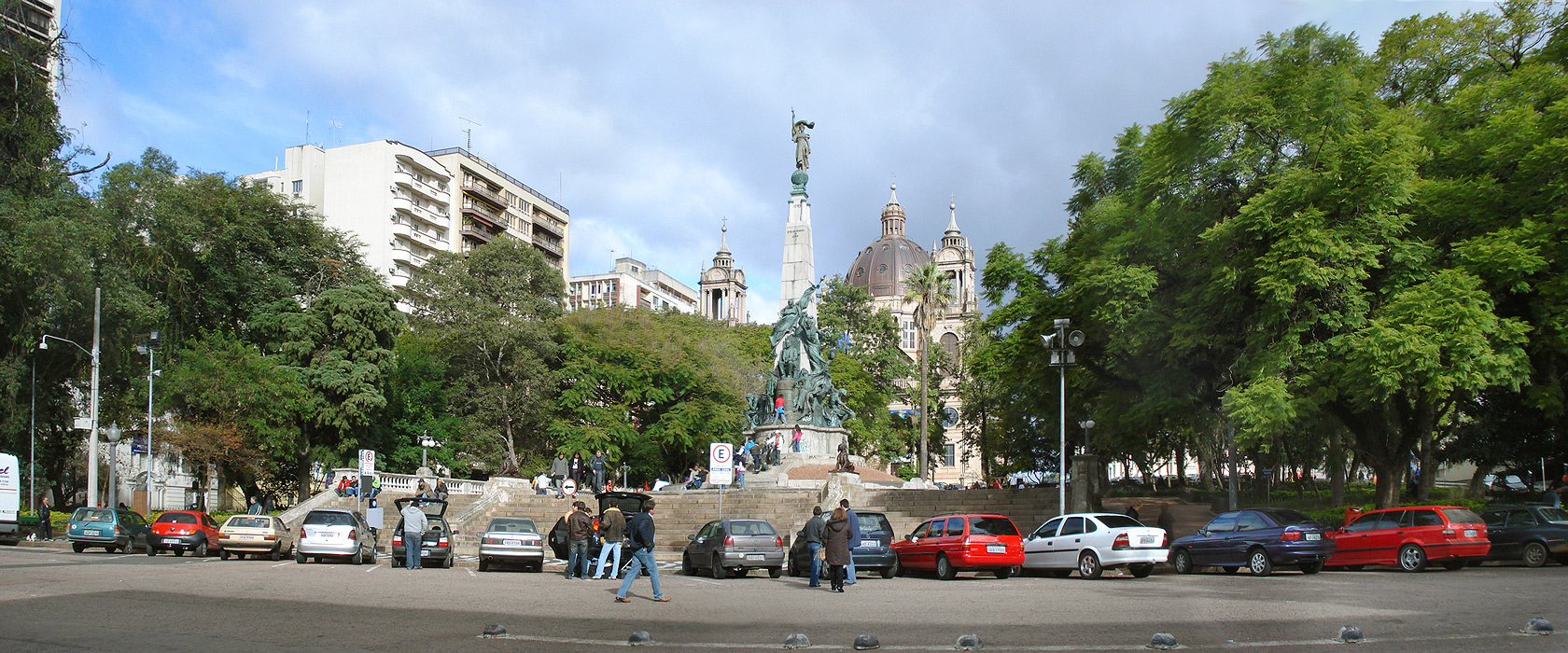
Praça da Matriz
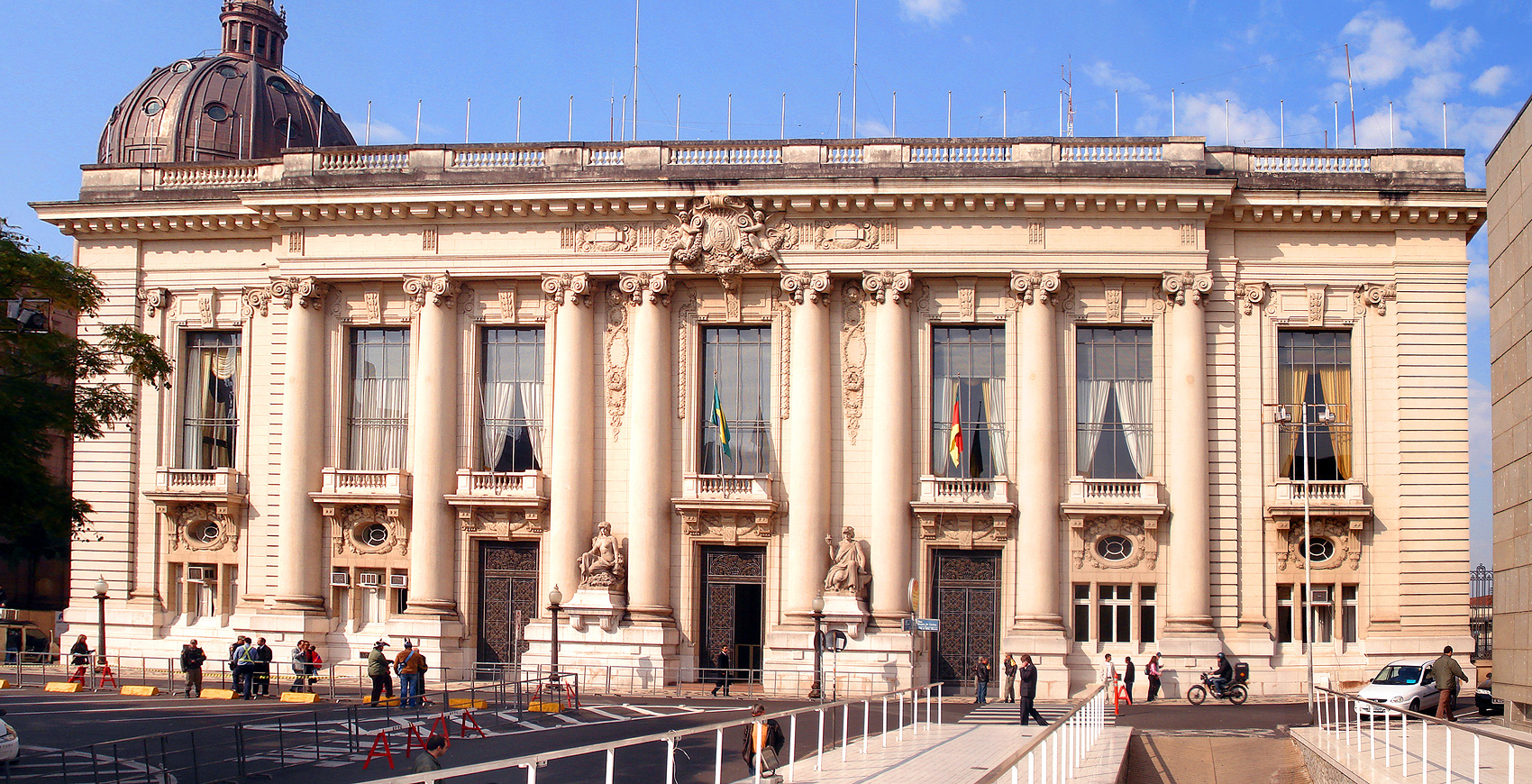
Palácio Piratini
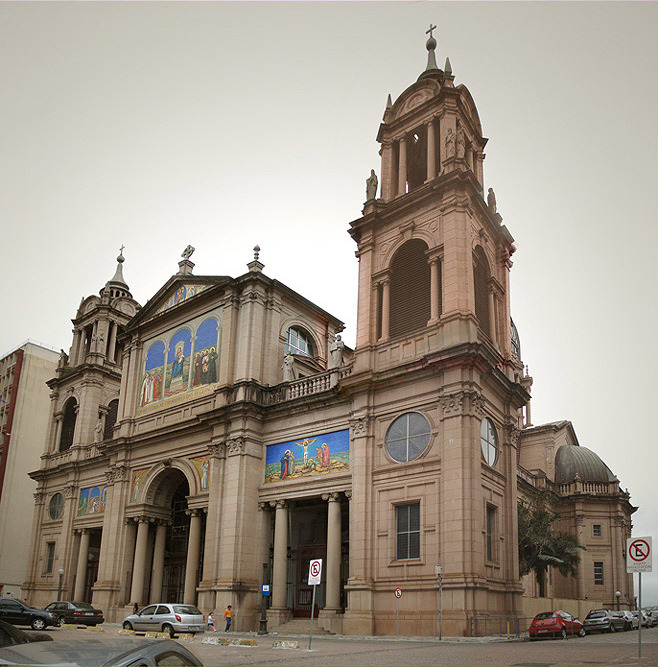
Catedral Metropolitana de Porto Alegre
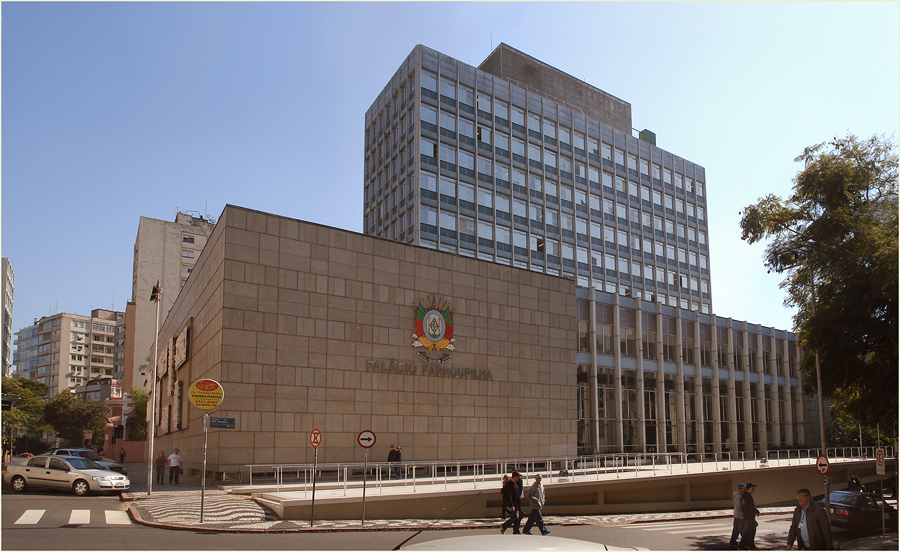
Palácio Farroupilha
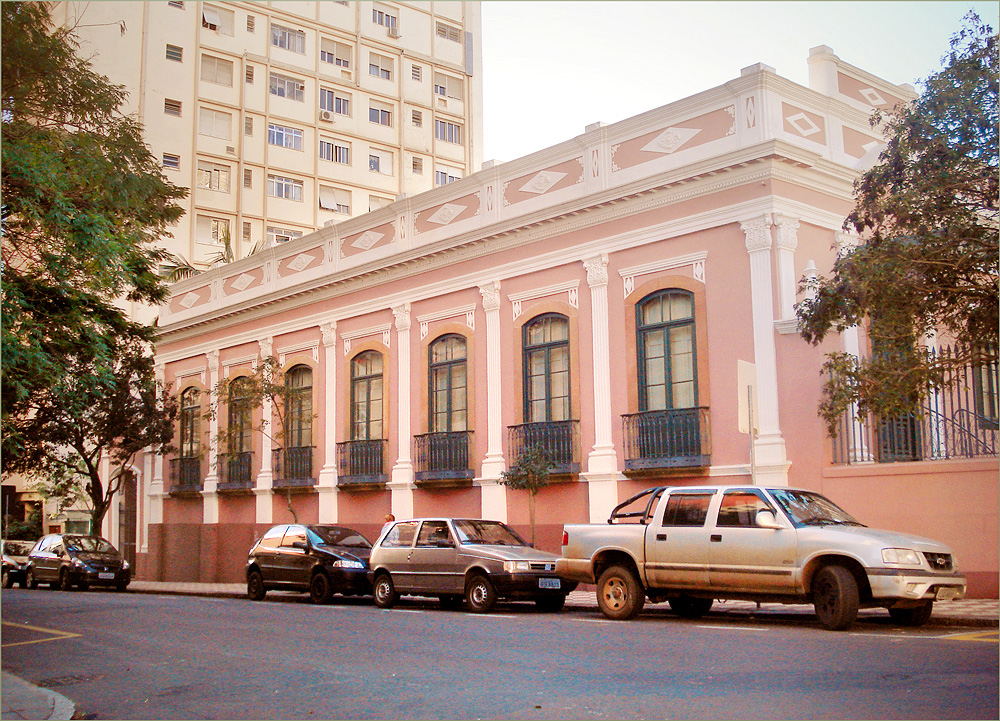
Solar dos Câmara
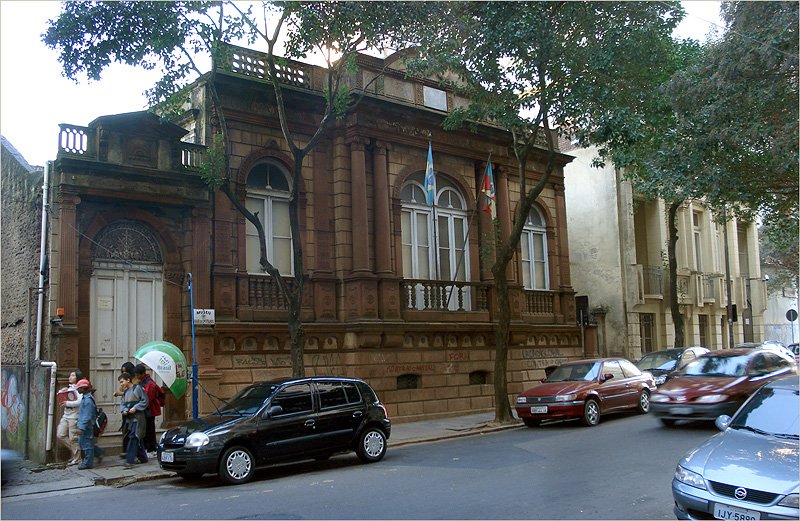
Museu Júlio de Castilhos
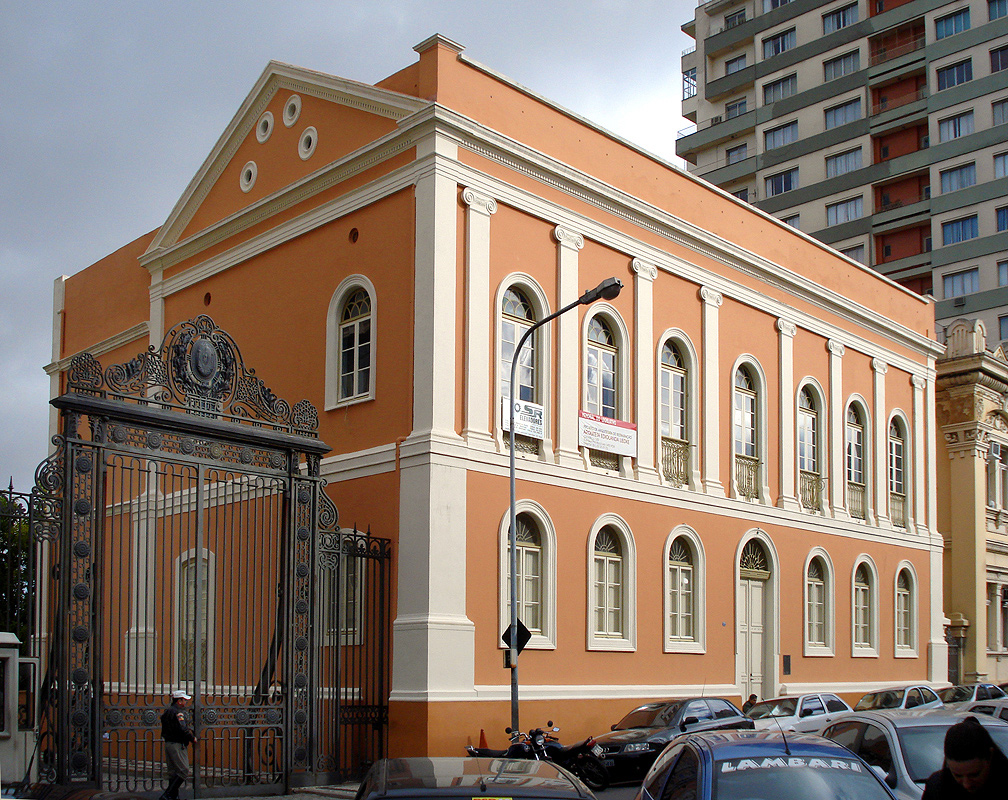
Antiga Casa da Junta
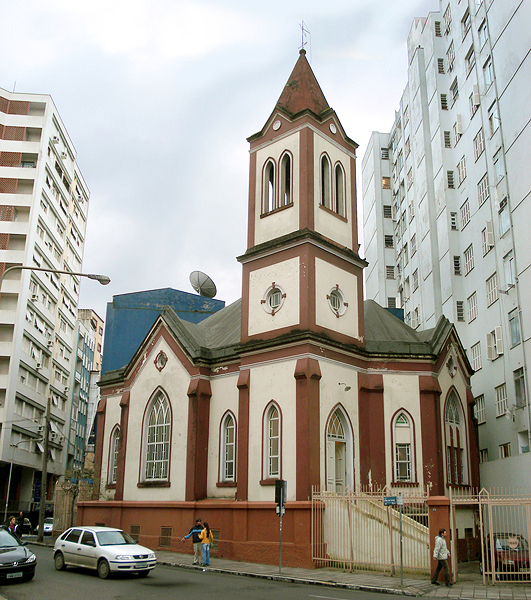
Catedral Metodista de Porto Alegre
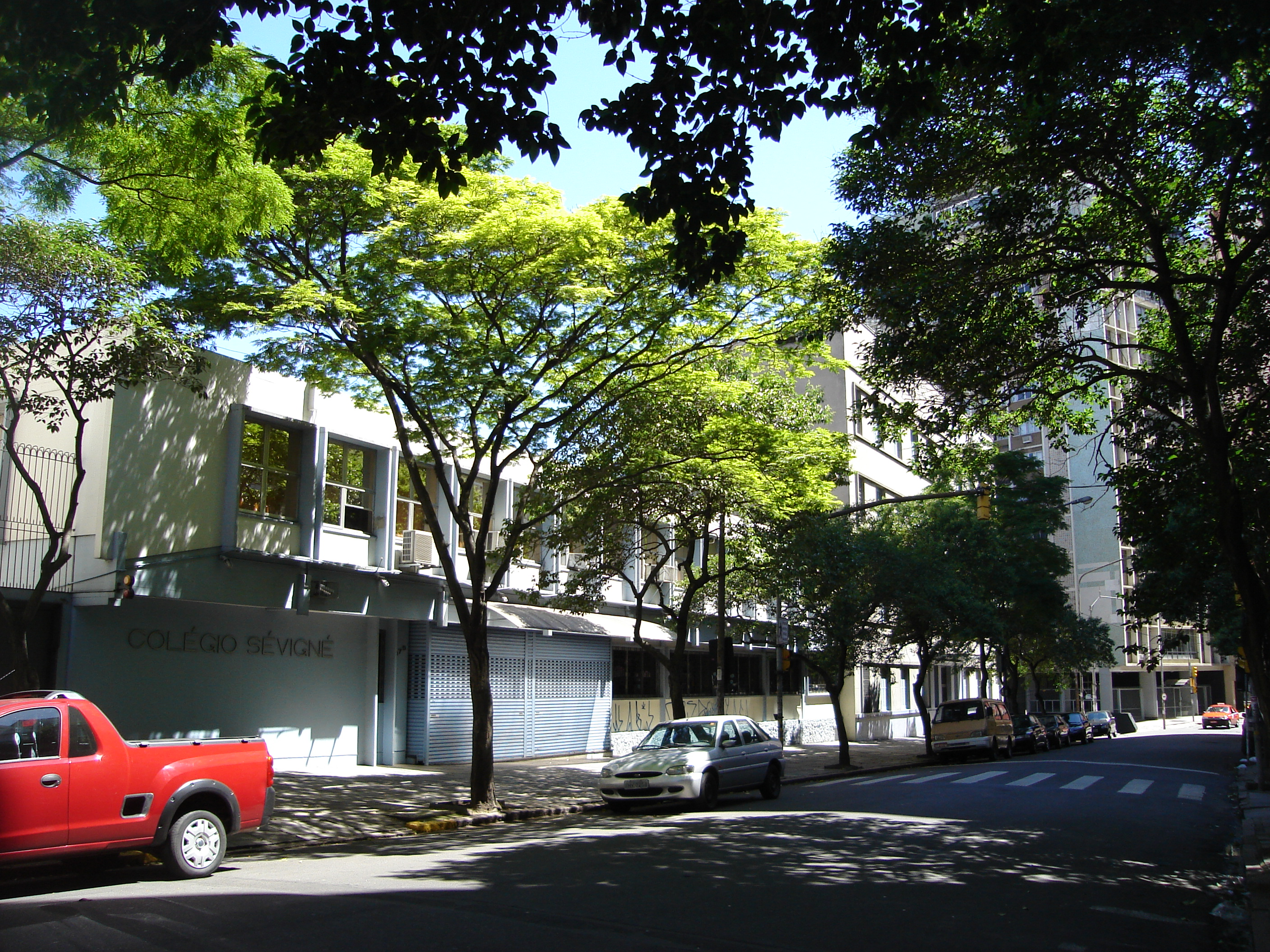
Colégio Sévigné
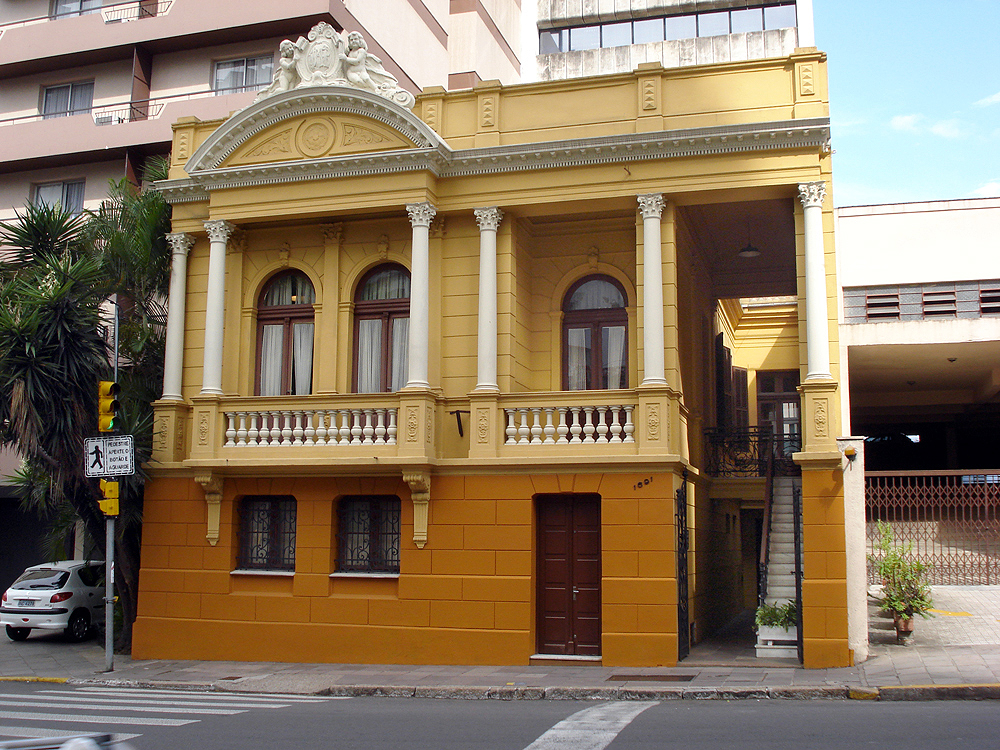
Casa Parreira Machado, atual sede da Fundação de Economia e Estatística Siegfried Emanuel Heuser

### Referência bibliográfica
- Franco, Sérgio da Costa. Guia Histórico de Porto Alegre. Porto Alegre: Editora da Universidade (UFRGS)/Prefeitura Municipal, 1992